# Hispidoberycidae
Hispidoberycidae (Doornvissen) zijn een familie van straalvinnige vissen uit de orde van Doornvissen (Stephanoberyciformes).

## Geslacht
- Hispidoberyx Kotlyar, 1981